# Hoplitaspis hiawathai
Hoplitaspis hiawathai — викопний вид хеліцерових членистоногих вимерлого ряду Chasmataspidida, що існував у пізньому ордовику (449—445 млн років тому).

## Скам'янілості
Викопні рештки знайдені у формації Біг Гілл у штаті Мічиган у США.

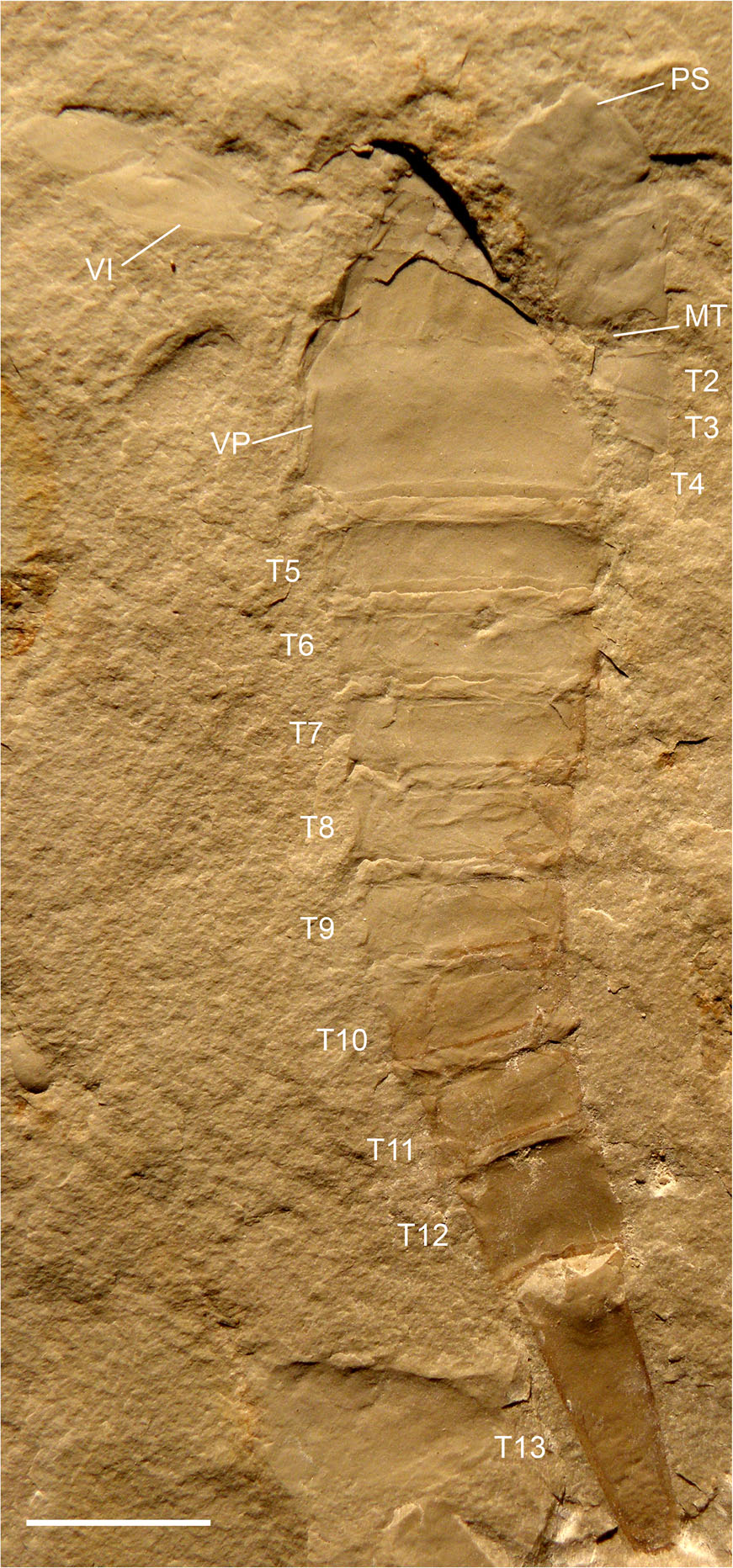
Відбиток майже повного Hoplitaspis
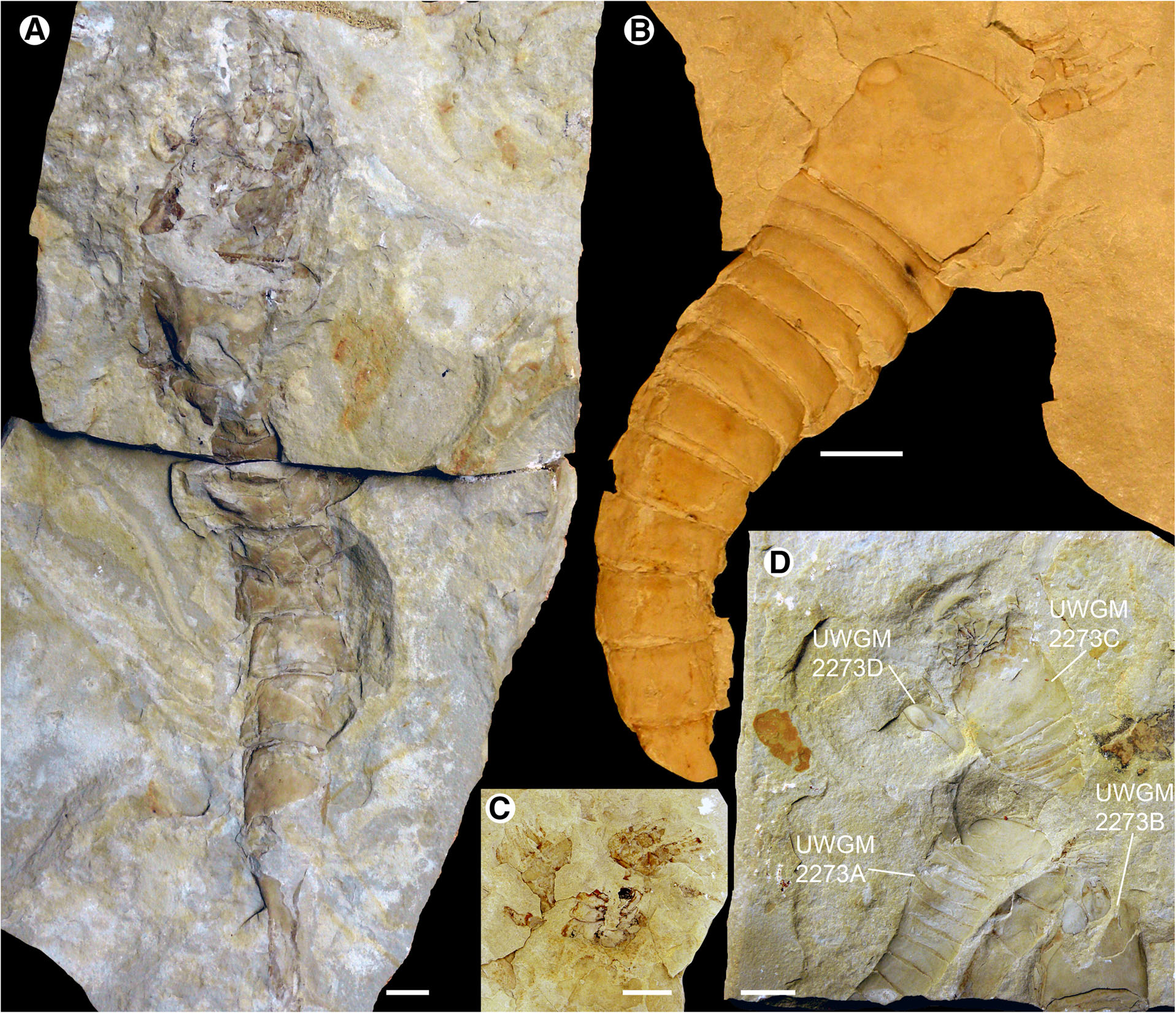

## Назва
Родова назва походить від гоплітів (давньогрецьких громадян-солдат) і давньогрецького слова άσπίς (аспіс, різновид щита). Назва виду вшановує Гаявату, лідера індіанців та співзасновника Конфедерації ірокезів.